# Extramurs
Extramurs (en español: Extramuros) es el nombre que recibe el distrito número 3 de la ciudad de Valencia (España). Limita al norte con Campanar, al este con Ciutat Vella (Valencia) y Ensanche, al sur con Jesús y al oeste con Patraix y Olivereta. Está compuesto por cuatro barrios: El Botánico, La Roqueta, La Petxina y Arrancapins. Su población censada en 2022 era de 48.536 habitantes según el Ayuntamiento de Valencia.

## Urbanismo
Alrededor de la Gran Vía Fernando el Católico existe una trama de ensanche menos canónica, el conocido como ensanche pobre frente al ensanche rico del distrito del Ensanche. Es un tejido más fragmentado sin la existencia de una tipología de manzana que se repita y claramente reseñable, pero en cuyos chaflanes vemos ese intento primitivo para que fuera también una trama parecida a la canónica de ensanche.